# 파우르스코우시

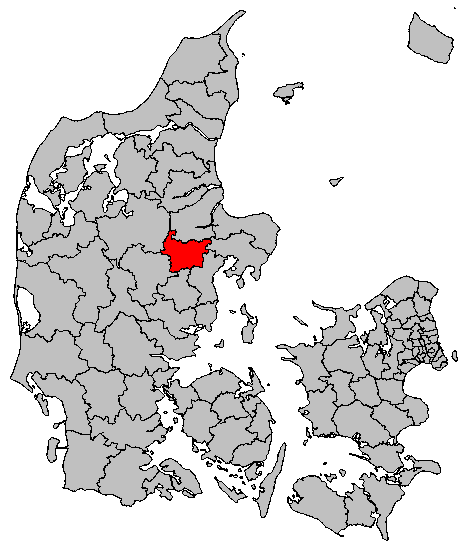
파우르스코우 시의 위치

파우르스코우시(덴마크어: Favrskov Kommune)는 덴마크 중앙윌란 지역에 위치한 지방 자치체로 행정 중심지는 힌네루프이며 면적은 540.25km2, 인구는 47,177명(2014년 4월 1일 기준)이다. 오르후스의 북쪽에 위치한다.